# 博略 (奥恩省)
博略（法語：Beaulieu，法語發音：[boljø] ⓘ）是法国奥恩省的一个市镇，属于莫尔塔涅欧佩什区。

## 地理
博略（48°40'49"N, 0°44'38"E）面积18.06 平方千米，位于法国诺曼底大区奧恩省，该省份为法国西北部内陆省份，北起顺时针与卡爾瓦多斯省、厄尔省、厄尔-卢瓦省、萨尔特省、马耶讷省和芒什省接壤。
与博略接壤的市镇（或旧市镇、城区）包括：古尔奈勒盖兰、阿夫尔河畔阿尔芒蒂耶尔、谢讷布兰、阿夫尔河畔圣克里斯托夫、伊赖、维特赖苏莱格勒、图鲁夫尔欧佩什、沙朗塞。

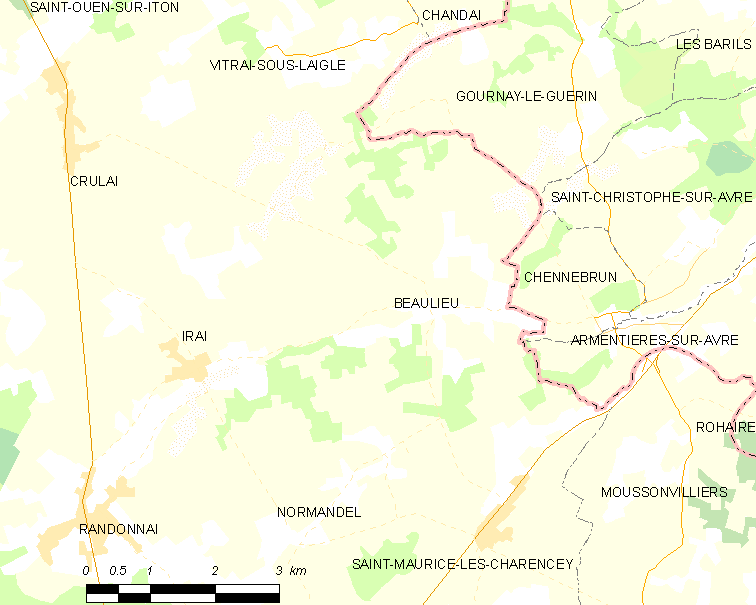
的OSM定位图

博略的时区为UTC+01:00、UTC+02:00（夏令时）。

## 行政
博略的邮政编码为61190，INSEE市镇编码为61034。

## 政治
博略所属的省级选区为图鲁夫尔欧佩什县。

## 人口

1962-2008年间人口变化图示

博略于2022年1月1日时的人口数量为203人。